# 白貂を抱く貴婦人
『白貂を抱く貴婦人』（しろてんをだくきふじん（伊: Dama con l'ermellino、英: Lady with an Ermine））は、ルネサンス期のイタリア人芸術家レオナルド・ダ・ヴィンチが1489年から1490年ごろにかけて描いた、ポーランドのクラクフにある国立美術館所蔵の絵画。描かれている女性はミラノ公ルドヴィーコ・スフォルツァの愛妾だったチェチーリア・ガッレラーニであるといわれている。また、正確にいえばこの絵画に描かれているのは白貂（シロテン）ではなく、白い被毛を持つフェレットである。

## 保存状態
ダ・ヴィンチの作品で、一人の女性を描いた肖像画はわずかに4作品しか現存していない。パリのルーブル美術館所蔵の『モナ・リザ』、『ミラノの貴婦人の肖像』、ワシントンのナショナル・ギャラリー所蔵の『ジネーヴラ・デ・ベンチの肖像 』、そしてこの『白貂を抱く貴婦人』である。現存しているダ・ヴィンチの作品は状態のよくないものが多い。この作品も絵画表面は摩滅し、画面左上の角部分は損壊している（修復はされている）。また、ダ・ヴィンチのオリジナルの絵画から、背景は黒く塗りつぶされており、さらに描かれている女性が頭にかぶっていた透明なヴェールは大げさな髪型に変更され、指にも大きく書き直されている箇所がある。こういった多くの問題点があるとはいえ、ダ・ヴィンチの作品としては比較的保存状態が良好な作品である。

## 概要
ダ・ヴィンチが初めてチェチーリア・ガッレラーニに出会ったのは1484年だった。ミラノにあるルドヴィーコ・スフォルツァの居城スフォルツェスコ城に互いに滞在していたときのことで、当時まだ17歳の若く美しかったチェチーリアはルドヴィーコの愛妾で、楽器を演奏したり詩を書いたりする日々を送っていたのである。
この絵画でチェチーリアが胸に抱いているシロテン（オコジョが冬毛で白い被毛になったもの）が持つ意味について複数の解釈が可能である。シロテンはその毛皮が有力貴族や王族の衣装としても珍重されることから、所有者が上流階級であることを示唆し、その美しい毛皮が汚れるくらいならば死を選ぶとして清浄を意味するエンブレムともなっている。またシロテンは、1488年にアーミン勲章（Order of the Ermine）を受勲したルドヴィーコ個人を表す私的意匠 (en:personal device) でもあった。このようにシロテンは意図的に複数の役割を与えられており、さらにシロテンはギリシア語で「galay」で、これはチェチーリアの姓である「Gallerani」との語呂合わせである。
ダ・ヴィンチが描いた他の肖像画と同様に、この作品もひねられた三角形の構図で構成されている。チェチーリアが左側へ振り返った瞬間をとらえており、これはダ・ヴィンチが躍動感を表現するために終生もちいた手法である。モデルが斜め向きに描かれている肖像画は、ダヴィンチが発展させた数多くの絵画技法のひとつといえる。ルドヴィーコの宮廷詩人ベルナルド・ベリンチオーニ (en:Bernardo Bellincioni) は、チェチーリアが誰かに話しかけられ、聞き入っているかのようだと表現した。
この作品はダ・ヴィンチが人体の構造を表現することに熟練していたことを示す絵画でもあり、特にチェチーリアの手指は非常に精緻に描かれている。爪、関節のしわ、さらには曲げた指の腱の輪郭までを描いている。ダ・ヴィンチは自身が描く肖像画を完璧なものにするために人物と動物の習作を数多く行っていた。

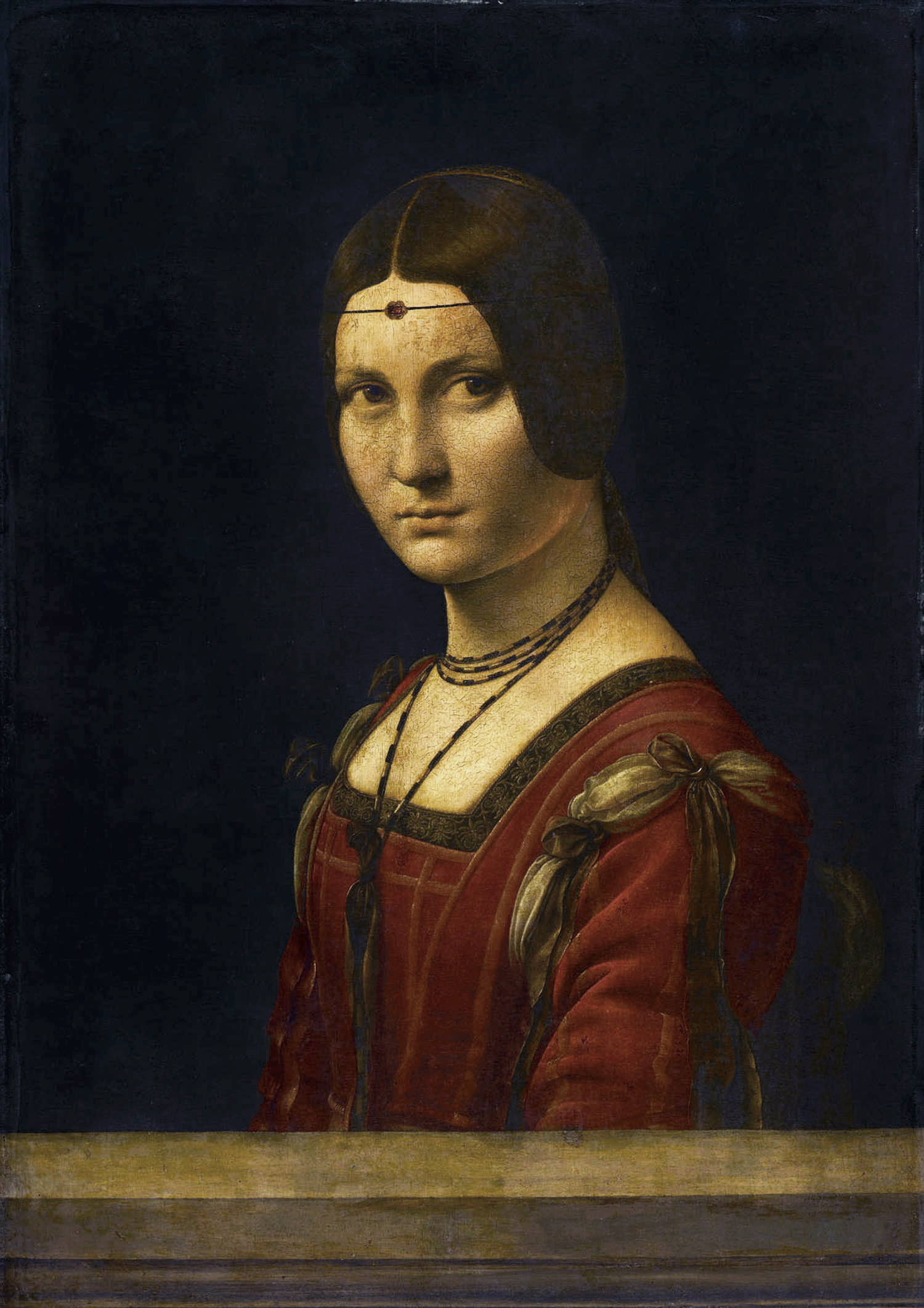
『ミラノの貴婦人の肖像』ルーヴル美術館（パリ）, 1490年-1496年

『白貂を抱く貴婦人』は、ポーランドのアダム・カジミェシュ・チャルトリスキ公爵と、彼の公妃でチャルトリスキ美術館を創設したイザベラ・チャルトリスカとの長男として産まれたアダム・イエジィ・チャルトリスキが1798年に購入し、1800年にはポーランドのプワヴィにあったチャルトリスキ家コレクションに加えられた。絵画の右上隅には「LA BELE FERIONIERE. LEONARD D'AWINCI. （女性の肖像画、レオナルド・ダ・ヴィンチ）」という文字がある。これは、この絵画がポーランドに運ばれた直後に修復家が記入したものと考えられており、背景が黒く塗りつぶされる前に書き加えられたものである。
この絵画には所有者の記録といった来歴が残っておらず、ダ・ヴィンチの作品かどうかそれまで確認されたことはなかった。しかしアダム・イエジィは、この絵画がダ・ヴィンチのものであることを確信していた。ダ・ヴィンチの作品であるルーヴル美術館所蔵の『ミラノの貴婦人の肖像』はこの作品と非常によく似ており、アダム・イエジィは二枚の絵画のモデルが同一人物だと考えたのである。
X線や顕微鏡を用いた解析調査で、薄く描かれた下絵に滲み止めのチャコールが使用されていることが判明した。この技法はダ・ヴィンチが師であったヴェロッキオの工房で習得したものである。絵画表面に残っているダ・ヴィンチの指紋は、自身の繊細な筆遣いの跡をやわらげ、ぼかしたものにするために指も使ってこの作品を描いたことを示している。
なお、フランスのリュミエール・テクノロジー社のパスカル・コットは、multispectral camera（多スペクトルカメラ）を使い絵をデジタルデータ化て分析することで、表面から隠れた各層の絵を画像化して研究中である。

## 戦渦
『白貂を抱く貴婦人』は19世紀にヨーロッパを転々とした。1830年にロシア帝国からのポーランド独立を目指した11月蜂起が起こり、これを鎮圧しようとするロシア軍の侵攻から守るために、イザベラ・チャルトスカはこの絵画を隠匿した。その後絵画はドレスデンへ送られ、さらに11月蜂起の失敗で亡命を余儀なくされた、アダム・イエジィのパリでの滞在先オテル・ランベール (Hôtel Lambert) に運ばれた。最終的にクラクフへ戻されたのは1882年になってからである。
第二次世界大戦の1939年にナチス・ドイツのポーランド侵攻によってこの絵画はナチスに収奪され、ベルリンの博物館島にあるカイザー＝フリードリヒ博物館（現在のボーデ博物館）へと送られた。1年後の1940年にはナチスの高官でポーランド総督ハンス・フランクが、自身の豪奢な執務室に飾るためにクラクフへ戻すよう要求している。その後の行方は分からなくなっていたが、第二次世界大戦終結時に連合国兵士によってバイエルンにあるフランクの家で無事発見された。大戦終結後にポーランドに返還され、現在は元通りクラクフのチャルトリスキ美術館に展示されている。

## 大衆文化への影響
- 日本では、ブルクハルトの古典的名著『イタリア・ルネサンスの文化』の表紙に使われている。
- イギリスのファンタジー作家テリー・プラチェットの、英米で人気が高いユーモア・ファンタジー・シリーズ『ディスクワールド (en:Discworld)』に登場するフェレットを抱いた女性はこの絵画のパロディである (en:Technology_of_the_Discworld#Inventions_of_Leonard_of_Quirm)
- ヨーロッパの音楽プロジェクトEnigmaの2005年に発表されたボックス・セット 15 Years After  のジャケットに描かれている（英語版の画像）
- イギリスの作家ロバート・ハリスの歴史改変SF『ファーザーランド』の構成要素としてこの絵画が用いられている
- 2004年に公開されたポーランドの映画 Vinci はこの絵画の盗難を巡って物語が展開する
- イギリスの児童文学、ファンタジー作家フィリップ・プルマンの『ライラの冒険』に登場する守護精霊ダイモンに影響を与えている[11]
- アメリカのSF作家マイク・レズニックの Lady with an Alien はこの絵画をもとに書かれている[12]